# 864 Аас
864 Аас (864 Aase) — астероїд головного поясу, відкритий 30 вересня 1921 року Карлом Рейнмутом у Гейдельберзі.
Об'єкт A917 CB відкритий 13 лютого 1917 року Максом Вольфом було названо 864 Аас, а об'єкт 1926 XB відкритий 7 грудня 1926 року Карлом Рейнмутом отримав назву 1078 Мента. 1958 року з'ясувалося, що ці дві назви позначають один астероїд. 1974 року було вирішено залишити назву 1078 Мента та перевикористати назву 864 Аас для об'єкта 1921 KE, відкритого 30 вересня 1921 року Карлом Рейнмутом.